# 明茨峰
明茨峰（英語：Mintz Peak）是南極洲的山峰，位於瑪麗伯德地，屬於執委山脈的一部分，美國地質調查局根據測量和美國海軍拍攝的空中照片繪入地圖，現時由南極條約體系管理。